# Symbole de Jacobi

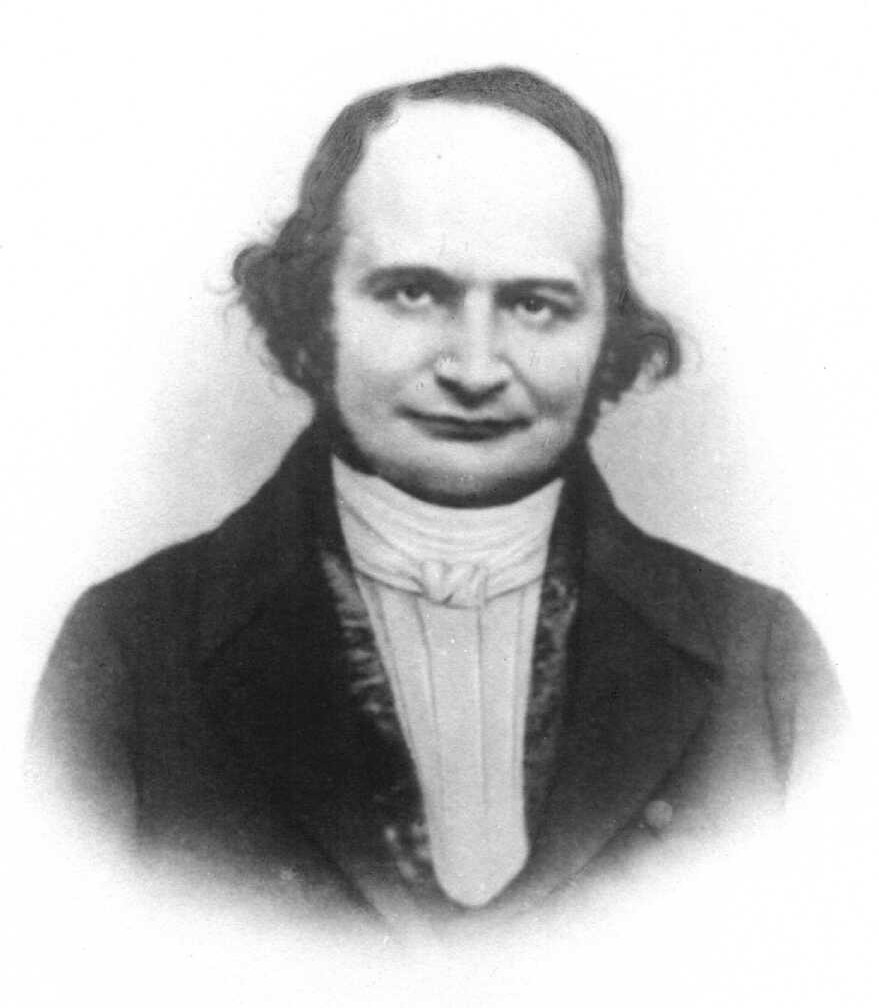
Charles Jacobi, mathématicien à l'origine du symbole de Jacobi

Le symbole de Jacobi est utilisé en mathématiques dans le domaine de la théorie des nombres. Il est nommé ainsi en l'honneur du mathématicien prussien Charles Gustave Jacob Jacobi. C'est une généralisation du symbole de Legendre.

## Définition
Le symbole de Jacobi {\displaystyle \left({\frac {a}{n}}\right)} est défini pour tout entier relatif {\displaystyle a} et tout entier naturel impair {\displaystyle n} comme produit de symboles de Legendre, en faisant intervenir la décomposition en facteurs premiers de {\displaystyle n} : pour tout {\displaystyle k\in \mathbb {N} } et tous nombres premiers impairs {\displaystyle p_{1},\dots ,p_{k}} (non nécessairement distincts),

## Propriétés
Soient {\displaystyle m,n} positifs impairs et {\displaystyle a,b} entiers quelconques. Alors :
- {\displaystyle \left({\frac {a}{1}}\right)=1} ;
- si {\displaystyle n} est premier, le symbole de Jacobi {\displaystyle \left({\frac {a}{n}}\right)} est simplement le symbole de Legendre ;
- si {\displaystyle a} et {\displaystyle n} ne sont pas premiers entre eux, {\displaystyle \left({\frac {a}{n}}\right)=0} ;
- si {\displaystyle a} et {\displaystyle n} sont premiers entre eux, {\displaystyle \left({\frac {a}{n}}\right)=\pm 1} ;
- {\displaystyle \left({\frac {ab}{n}}\right)=\left({\frac {a}{n}}\right)\left({\frac {b}{n}}\right)} ;
- {\displaystyle \left({\frac {a}{n}}\right)\left({\frac {a}{m}}\right)=\left({\frac {a}{mn}}\right)} ;
- si a ≡ b (mod n) alors {\displaystyle \left({\frac {a}{n}}\right)=\left({\frac {b}{n}}\right)} ;
- généralisation de la loi de réciprocité quadratique :
  - théorème fondamental : {\displaystyle \left({\frac {m}{n}}\right)=\left({\frac {n}{m}}\right)(-1)^{\frac {(m-1)(n-1)}{4}}},
  - première loi complémentaire :{\displaystyle \left({\frac {-1}{n}}\right)=(-1)^{\frac {n-1}{2}}},
  - deuxième loi complémentaire :{\displaystyle \left({\frac {2}{n}}\right)=(-1)^{\frac {n^{2}-1}{8}}}.

## Résidus
Les énoncés généraux sur les résidus quadratiques faisant intervenir le symbole de Legendre ne s'étendent pas au symbole de Jacobi : si {\displaystyle \left({\frac {a}{n}}\right)=-1} alors a n'est pas un carré mod n mais si {\displaystyle \left({\frac {a}{n}}\right)=1}, a n'est pas nécessairement un carré mod n. Par exemple : {\displaystyle \left({\frac {2}{9}}\right)=\left({\frac {2}{3}}\right)^{2}=(-1)^{2}=1} mais 2 n'est pas un carré mod 9 (ni même mod 3).